# كينت بيترسون
كينت بيترسون (بالإنجليزية: Kent Peterson)‏ هو لاعب كرة قاعدة أمريكي، ولد في 21 ديسمبر 1925 في غوشن في الولايات المتحدة، وتوفي في 27 أبريل 1995 في هايلاند في الولايات المتحدة.

## وصلات خارجية
- كينت بيترسون على موقع دوري كرة القاعدة الرئيسي (الإنجليزية)
- كينت بيترسون على موقعبيزبول رفرنس.كوم (الدوري الرئيسي) (الإنجليزية)
- كينت بيترسون على موقعبيزبول رفرنس.كوم (الدوري الثانوي) (الإنجليزية)